# 눈물의 색 (니시노 카나의 노래)
〈눈물의 색〉(일본어: 涙色 나미다이로[*])은 일본의 여성 가수 니시노 카나의 21번째 싱글로, 2013년 8월 7일에 발매되었다. 전작 〈Believe〉에서 약 2개월 만의 싱글이다.

## 수록곡
| #            | 제목                       | 재생 시간 |
| ------------ | -------------------------- | --------- |
| 1.           | 〈涙色→눈물의 색〉         | 5:35      |
| 2.           | 〈GAME OVER〉              | 3:02      |
| 3.           | 〈can’t stop, won’t stop〉 | 3:37      |
| 총 재생 시간 | 총 재생 시간               | 12:14     |

## 차트 성적
- 오리콘 싱글 차트: 주간 최고 14위